# 윤여상 (인권 운동가)
윤여상(1967년 12월 27일 ~ )은 대한민국의 정치학자이며, 인권운동가이다. 

## 생애
영남대학교 정치외교학과를 나온 후 동 대학원에서 정치학 박사 학위를 받았다. 북한인권기록보존소 소장, 북한대학원대학교 겸임교수, Johns Hopkins 대학 국제대학원(SAIS) Visiting Scholar, 납북피해자 보상 및 지원심의위원회 위원, 통일부 북한인권증진자문위원 등을 역임했으며,
현재 북한인권정보센터 소장, 국민대학교 법무대학원 통일융합법무전공 교수, 민주평통 상임위원, 북한이탈주민지원재단 자문위원, 천주교 주교회의 민족화해위원회 전문위원, 평화나눔연구소 연구위원 등에 참여하고 있다.
주요 관심 연구분야는 북한인권, 북한이탈주민, 납북자와 국군포로, 이산가족, 월북자와 비전향장기수, 과거청산과 통일대비, 그리고 북한사람들의 삶의 모습 등이며, 이와 관련된 100여편의 저서와 연구논문을 발표하였다.
정치학이 전공으로, 북한학에 대한 관심을 갖고 1980년대부터 탈북민들을 만나 인터뷰를 하면서 자연스럽게 북한인권 활동의 길로 들어서게 되었다. 1990년대 후반부터 하나원에 들어온 북한이탈주민 전수조사를 통해 북한인권기록자료를 수집하다가 2003년, 김상헌와 함께 북한인권정보센터를 설립하고, 2007년에 산하 북한인권기록보존소를 개소하였다.

## 학력
- 영남대학교 대학원 비교정치학 정치학 박사
- 영남대학교 대학원 비교정치학 정치학 석사
- 영남대학교 정치외교학 정치학 학사

## 경력[3][4]
- 북한인권정보센터 소장
- 국민대학교 법무대학원 통일융합법무학과 교수
- 북한이탈주민지원재단 자문위원
- 민주평화통일자문회의 상임위원
- 천주교 주교회의 민족화해위원회 전문위원
- 평화나눔연구소 연구위원
- 한국정치발전연구원 연구위원
- 대한민국 통일부 북한인권증진자문위원회 위원
- 대한민국 국무총리실 산하 접경지역정책심의위원회 위원
- 대한민국 통일부 정책자문위원/정책평가위원
- 서울대학교 통일의학센터 자문위원
- 북한인권기록보존소(NKDB) 소장
- 북한대학원대학교 겸임교수
- 데일리NK 객원 논설위원
- SAIS (The Paul H. Nitze School of Advanced International Studies), The Johns Hopkins University Visiting Scholar